# Aeroporto Internacional de Dubai
O Aeroporto Internacional de Dubai (em árabe: مطار دبي الدولي) (IATA: DXB, ICAO: OMDB) é um aeroporto internacional que serve Dubai, a maior cidade dos Emirados Árabes Unidos. É um importante hub da aviação no Oriente Médio, e é o principal aeroporto do Oriente Médio. Em 2007, o aeroporto concentrou mais de 29% de todos os voos que entram e saem do Oriente Médio, África e região envolvente.
O aeroporto é operado pelo Departamento de Aviação Civil e é a sede da companhia aérea internacional de Dubai, a Emirates Airlines e Emirates SkyCargo, bem como de serve como um hub secundário para o Kuwait baseia na Jazeera Airways. Outros pequenos passageiros e de carga aéreas utilizam o aeroporto como um hub e estas incluem Dolphin Air e Falcon Express Cargo Airlines. Companhias aéreas com hubs secundária no aeroporto incluem Royal Jordanian, British Gulf International Airlines, o Iran Aseman Airlines, DAS Air Cargo, Air Blue, o Iran Air e a African Express Airways. É um foco para a cidade, incluindo um número de companhias aéreas; Singapore Airlines, Yemenia, BIMAN Bangladesh Airlines, a Air India, Pakistan International Airlines, e Jubba Airways. A partir de 2015, existem mais de 7700 voos semanais operados por 140 companhias aéreas e mais de 260 destinos.
O aeroporto opera voos de Dubai para a América do Norte, Europa, América do Sul, Sueste Asiático, Sudeste da Ásia, Ásia Meridional, Oceânia e África. O Aeroporto Internacional de Dubai será complementada pelo Aeroporto Internacional Al Maktoum, um novo aeroporto de 140 km² que o irá ajudar a lidar com o fluxo de viajantes no futuro, com capacidade para 120 milhões de passageiros por ano.
Em 2007, o aeroporto manipulou um recorde de passageiros de 34 348 110, um aumento de 18,3% durante o ano fiscal de 2006. Isto tornou-o no 27.º mais movimentado aeroporto do mundo e, com mais de 73 milhões de passageiros por ano, é o 6.º aeroporto do mundo, em termos de tráfego internacional de passageiros. Além de ser uma importante plataforma de tráfego de passageiros, o aeroporto é um dos mais agitados em termos de carga do mundo, a movimentação de 1,668 milhões de toneladas de carga em 2007. O novo Terminal 3 com custo estimado de S$ 4.5 bilhões tem início em 14 de outubro de 2008, e o Terminal 2 será atualizado. Concourse 3 também faz parte do Terminal 3, e se espera que seja concluída até 2011. O Terminal 3 é uma nova adição ao maciço do aeroporto, e vai adicionar 1,5 km².
Desde 1998, o aeroporto ganhou mais de 300 prêmios e distinções.

## Infraestrutura

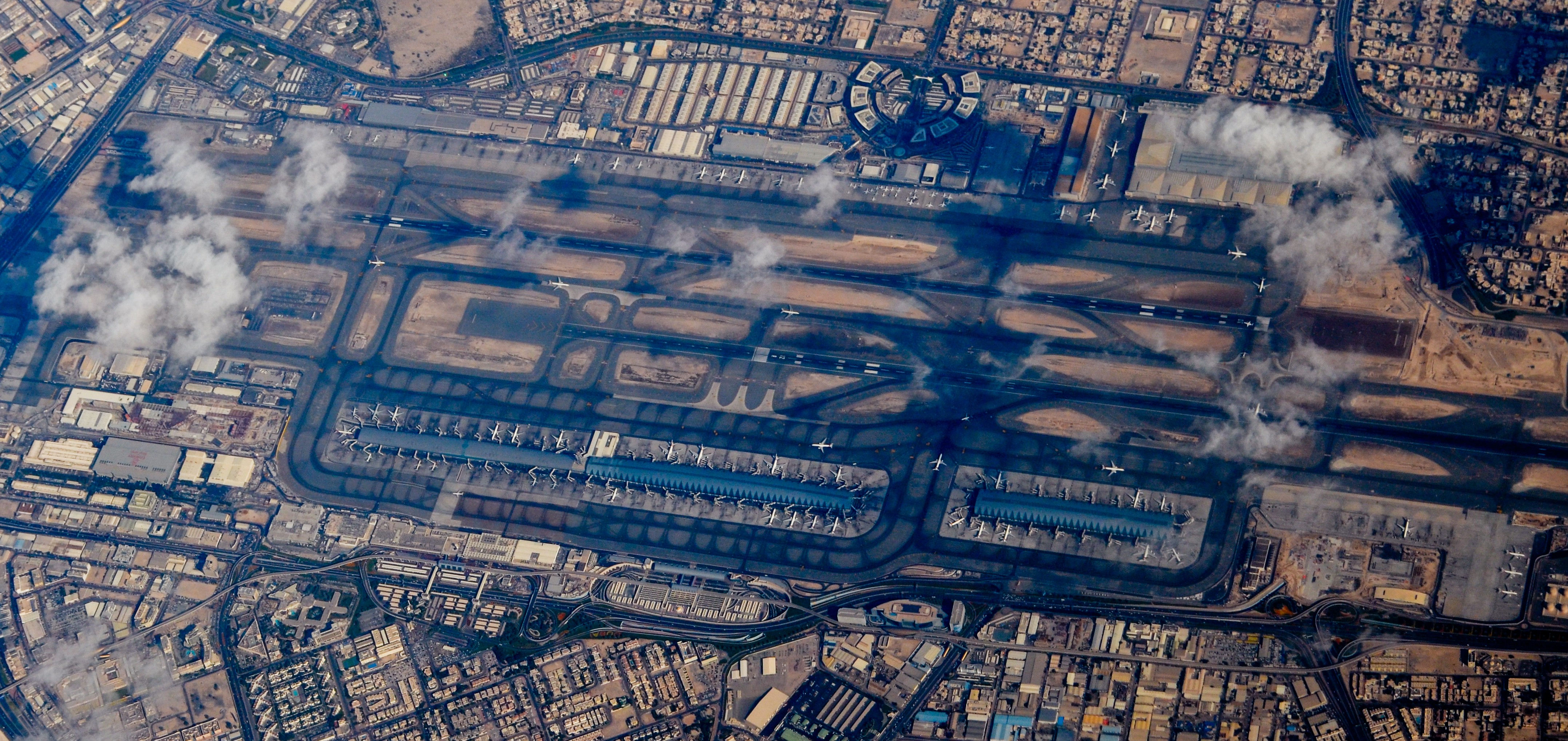
Vista aérea do aeroporto.

### Terminal 1
Com 1 km (0,62 mi) de comprimento o Terminal Sheikh Rashid (terminal 1) tem uma capacidade global de 40 milhões de passageiros. Ele é usado por 113 linhas aéreas. Ela está conectado a um  Concourse 2 por um túnel de 300 metros (980 pés). O Terminal 1 oferece 221 balcões check-in, com uma seção autónoma para passageiros da classe executiva e primeira classe. Nas chegadas há controle de passaportes são 40 balcões e 14 cintos de reivindicação de bagagem.

#### Concourse 1
Concourse 1 é parte do Terminal 1 está sendo usado por todas as companhias aéreas internacionais. Inaugurado em 2000, que costumava ser a parte principal do Aeroporto de Dubai antes de abrir o Terminal 3. Ele incorpora mais de 60 portas, e 50 pontes aéreas. As atuais instalações incluem restaurantes, salões, um hotel 5 estrelas, um centro empresarial, uma academia, e uma área de vendas duty-free de 5400 m². Outras instalações incluem salas para oração e um centro médico.

### Terminal 2
Terminal 2 é o mais antigo no Aeroporto Internacional de Dubai e tem uma capacidade de 3 milhões de passageiros. É utilizada principalmente pelas linhas aéreas que operam na região. A maioria dos voos são operados para o Irão, Paquistão e Afeganistão. O terminal também está sendo expandido, como nos últimos anos tornou-se extremamente congestionado e mais lotado. O terminal oferece 22 balcões check-in, e 1440 m² de lojas duty-free.
A expansão já está começada, e espera-se estar concluída até 2010.

### Terminal 3

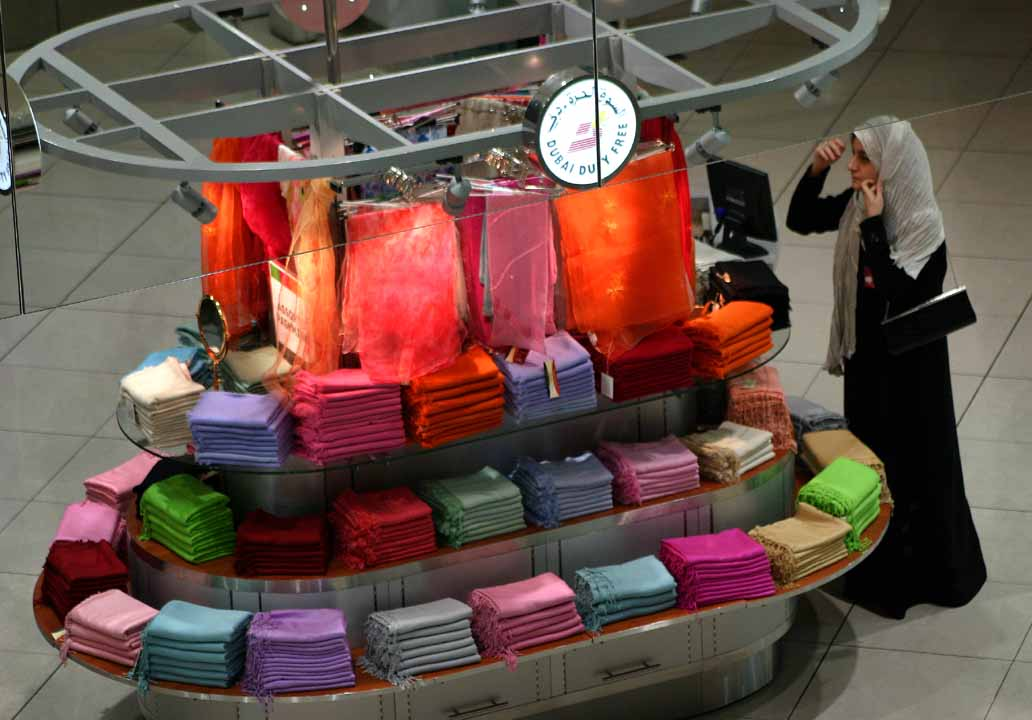
Duty-Free Shop no Aeroporto Internacional de Dubai

O Terminal 3 é o maior terminal aeroportuário em todo o mundo, com mais de 1,5 km² de espaço. O terminal tem uma capacidade anual de 60 milhões de passageiros. Ele está localizado abaixo da superfície taxiway no aeroporto e está diretamente ligado ao pátio 2. Terminal 3 difere do Terminal 1 quanto há menos distâncias a pé. Esta é a principal diferença entre o terminal 1, que está ligada ao pátio (Terminal Sheikh Rashid), com um túnel. O Terminal 3 tem a forma da asa de um avião e tem 1 km de comprimento.
O Terminal 3 inclui uma estrutura multi nível subterrâneo, em primeiro lugar a classe executiva e lounges, restaurantes, 180 balcões de check in e 2.600 lugares para estacionamento subterrâneo. O terminal irá, através da adição 15.000 m² (160.000 pés²), o dobro da quantidade de espaço comercial no Aeroporto Internacional de Dubai.
As partidas e chegadas nos salões do novo terminal está localizado a 10 metros (33 pés) no subsolo os taxiway.
O terminal incorpora dois níveis de estacionamento para os veículos e era totalmente aberto até 14 de Outubro de 2008.

#### Concourse 2
Concourse 2 está diretamente ligado ao terminal 3, e é um comprimento de 950 m (3.100 pés), o concourse que se dedica exclusivamente a Emirates Airlines. O edifício inclui atualmente uma estrutura multi-nível para partidas e chegadas no Aeroporto e inclui 27 portões de contato e 59 pontes embarque de passageiros.
Também existe uma ligação direta ao Terminal Sheikh Rashid situada sob a torre de controle uma estrutura através de passarelas. Existem também 300 quartos de hotel e um health club, que incluirá ambos quartos cinco e quatro estrelas. Têm mais 10.000 m² de espaço comercial e será adicionado aos atuais no Aeroporto. Concourse 2 inclui confluência de cinco pontes aéreas que são capazes de gerir o novo Airbus A380.
O Terminal de imigração em si contém 52 contadores, 14 carrosséis de bagagem, e 12 portões de embarque.
O pátio tem capacidade para processar 23 milhões de passageiros, e em um dia normal, tem uma capacidade de 17000 pessoas por hora.

#### Concourse 3
O Concourse 3 será uma versão menor do pátio 2, e está prevista para ter lounges de temperatura controlada. Ela terá 27 portões contato, dos quais 12 serão exclusivamente para o Airbus A380. Os dois concourses serão conectados com autocarros elétricos. Concourse 3 também será conectado ao público com 3 níveis de terminais automatizados impulsionador de pessoas e também um serviço de transferência do túnel para mais bagagem. A construção teve início no Concourse 3 no início de 2008, e espera-se que seja totalmente concluída até 2011.

## Operações
| Ordem | Aeroporto                                       | Voo Semanal fora de Dubai |
| ----- | ----------------------------------------------- | ------------------------- |
| 1     | Aeroporto Internacional do Bahrain              | 184                       |
| 2     | Aeroporto Internacional do Kuwait               | 167                       |
| 3     | Aeroporto Internacional de Tehran Imam Khomeini | 137                       |
| 4     | Aeroporto Internacional de Mascate              | 132                       |
| 5     | Aeroporto de Londres Heathrow                   | 131                       |
| 6     | Aeroporto Internacional Rainha Alia             | 77                        |

## Linhas Aéreas e Destinos
| Destinatinos por Regiões |
| --- |

| - África - Abidjan, Accra, Addis Ababa-Bole, Alexandria-Nozha, Argel, Asmara, Benghazi, Cairo, Cape Town, Casablanca, Dar es Salaam, Djibouti, Entebbe, Harare, Joanesburgo, Cartum, Lagos, Lilongwe, Luanda, Lusaka, Maurícia, Nairobi, Seychelles, Tripoli, Tunis - Ásia - Ásia Central - Almaty, Ashgabat, Astana, Dushanbe, Kabul, Tashkent, Yekaterinburg - Ásia Oriental - Beijing, Guangzhou, Hong Kong, Nagoya-Centrair, Osaka-Kansai, Seoul-Incheon, Shanghai-Pudong - Ásia Setentrional - Irkutsk, Novosibirsk - Ásia Meridional - Ahmedabad, Amritsar, Bangalore, Calicut, Chennai, Chittagong, Cochim, Colombo, Delhi, Dhaka, Faisalabad, Goa, Hyderabad, Islamabad, Jaipur, Kathmandu, Karachi, Kolkata, Lahore, Lucknow, Malé, Mangalore, Multan, Mumbai, Nagpur, Peshawar, Pune, Quetta, Trichy, Trivandrum, Sylhet - Sudeste Asiático - Bangkok-Suvarnabhumi, Bandar Seri Begawan, Denpasar, Jakarta-Soekarno-Hatta, Kuala Lumpur, Manila-Ninoy Aquino, Singapora - Ásia Ocidental - Abadan, Aden, Ahvaz, Aleppo, Amman, Aqaba, Bahrain, Baku, Bandar Abbas, Baghdad, Beirute, Damascus, Dammam, Doha, Isfahan, Jeddah, Kuwait City, Larnaca, Mascate, Riyadh, Salalah, Sana'a, Shiraz, Tabriz, Tehran-Imam Khomeini - Europa - Amsterdam, Athens, Belgrade, Birmingham, Bucharest-Otopeni, Budapest, Copenhagen [seasonal], Donetsk, Düsseldorf, Frankfurt, Glasgow-International, Hamburg, Helsinki [charter], Istanbul-Atatürk, Kiev-Boryspil, Larnaca, London-Gatwick, London-Heathrow, Luqa, Manchester, Milan-Malpensa, Moscovo-Domodedovo, Moscow-Sheremetyevo, Munique, Newcastle, Nice, Odessa, Oslo-Gardermoen, Paris-Charles de Gaulle, Riga, Roma-Fiumicino, Rostov-on-Don, Sochi, Sofia, Estocolmo-Arlanda, Tbilisi, Veneza, Viena, Yerevan, Zurique - América do Norte - Atlanta, Houston, Los Angeles, Nova York, San Francisco [begins 15 December], Toronto, Washington D.C. - América do Sul - São Paulo-Guarulhos - Aeroporto Internacional do Rio de Janeiro - Galeão - Aeroporto Internacional de Buenos Aires - Ezeiza - aeroporto internacional do Chile(SCL) (com escala em GRU) - Oceania - Auckland, Brisbane, Christchurch, Melbourne, Perth, Sydney |

## Linhas aéreas e destinos
- Aer Lingus (Dublin)
- African Express Airways (Nairobi)
- Air Astana (Almaty)
- Air Blue (Islamabad, Karachi, Lahore)
- Air Comores International (Moroni)
- Aero Asia International (Faisalabad, Islamabad, Karachi, Lahore, Multan, Peshawar)
- Aeroflot (Moscou-Sheremetyevo)
  -  Aeroflot Don (Sochi)
- Aerosvit Airlines (Kiev-Boryspil)
- Air Algerie (Algiers)
- Air China (Beijing)
- Air France (Paris-Charles de Gaulle)
- Air India (Ahmedabad, Bangalore, Chennai, Kochi, Kolkata, Mumbai, Nova Delhi, Pune, Thiruvananthapuram)
- Alitalia (Milão-Malpensa)
- Ariana Afghan Airlines (Cabul)
- Armavia (Yerevan)
- Austrian Airlines (Viena)
- Azerbaijan Airlines (Baku)
- Biman Bangladesh (Chittagong, Dhaka, Londres-Heathrow)
- British Airways (Londres-Heathrow)
- Cameroon Airlines (Douala)
- Caspian Airlines (Ahwaz, Tabriz, Tehran-Imam Khomeini)
- Cathay Pacific (Bahrain, Bangkok-Suvarnabhumi, Mumbai, Hong Kong)
- China Southern Airlines (Beijing, Lagos)
- Condor Airlines (Frankfurt)
- Cyprus Airways (Bahrain, Larnaca)
- Daallo Airlines (Djibouti)
- Delta Air Lines (Atlanta)
- EgyptAir (Cairo)

- Emirates Airlines (Abidjan, Accra, Addis Ababa, Alexandria, Amman, Atenas, Auckland, Bamaki, Bahrain, Bangalore, Bangkok-Suvarnabhumi, Beijing, Beirute, Birmingham, Brisbane, Bolonha, Cairo, Casablanca, Chennai, Christchurch, Cidade do Panamá, Colombo, DPmasco, Damman, Dar es Salaam, Delhi, Dhaka, Doha, Düsseldorf, Entebbe, Frankfurt, Fortaleza, Glasgow, Hamburgo, Hong Kong, Houston-Intercontinental, Hyderabad, Islamabad, Istambul-Atatürk, Jakarta, Jeddah, Johannesburgo, Karachi, Khartoum, Kochi, Kolkata, Kuala Lumpur, Cidade do Kuwait,recife,Lagos, Lahore, Larnaca, Lisboa, Londres-Gatwick, Londres-Heathrow, Luqa, Male, Manchester, Manila, Mauritius, Melbourne,Meshed, Milão-Malpensa, Moscou-Domodedovo, Mumbai, Munique, Muscat, Nagoya-Centrair, Nairobi, Nova Iorque-JFK, Newcastle, Nice, Orlando, Osaka-Kansai, Paris-Charles de Gaulle, Perth, Peshawar, Riyadh, Rio de Janeiro - Galeão, Roma-Fiumicino, Sanaa, São Paulo - Guarulhos, Seul-Incheon, Seychelles, Shanghai-Pudong, Cingapura, Sydney, Tehran-Imam Khomeini, Thiruvanthapuram, Trípoli, Tunis, Veneza, Viena, Zurique)
- Eritrean Airlines (Asmara)
- Ethiopian Airlines (Addis Ababa, Mumbai)
- Etihad Airways (Abu Dhabi)
- Finnair (Helsinque)
- Georgian Airways (Tbilisi)
- Gulf Air (Bahrain, Muscat)
- Indian (Hyderabad, Chennai, New Delhi, Jaipur, Kolkata)
- Iran Air (Bandar Abbas, Isfahan, Shiraz, Tehran-Imam Khomeini)
- Iraqi Airways (Bagdá)
- Jat Airways (Beirute, Belgrado)
- Jazeera Airways (Kuwait, Larnaca)
- Jubba Airways (Aden, Bosaso, Djibouti, Hargesia, Mogadishu, Sanaa)
- Kam Air (Cabul)
- Kenya Airways (Guangzhou, Nairobi)
- KLM Royal Dutch Airlines (Amsterdã)
- Korean Air (Cairo, Seoul-Incheon)
- Kuwait Airways (Kuwait)
- Libyan Arab Airlines (Benghazi, Trípoli)
- Livingston Airlines (Milão-Malpensa)
- Lufthansa (Frankfurt, Munique)
- Mahan Airlines (Teerã-Imam Khomeini)
- Malaysia Airlines (Beirute, Karachi, Kuala Lumpur)
- Middle East Airlines (Beirute)
- Olympic Airways Olympic Airlines (Atenas, Kuwait)
- Oman Air (Beirute, Muscat)
- Pakistan International Airlines (Faisalabad, Islamabad, Karachi, Lahore, Moscou-Sheremetyevo, Multan, Peshawar, Quetta)
- Premier (Londres-Brasil-Kwait-Dublin)
- Qatar Airways (Doha)
- Royal Brunei (Bandar Seri Begawan, Londres-Heathrow)
- Royal Jordanian (Amã)
- Royal Nepal Airlines (Kathmandu)
- Saudi Arabian Airlines (Dammam, Jeddah, Medinah, Riyadh)
- Scandinavian Airlines (Copenhague) [iniciará em 1º de novembro de 2007]
- Shaheen Air (Karachi, Lahore, Peshawar)
- S7 Airlines (Moscou-Domodedovo, Novosibirsk)
- Singapore Airlines (Cairo, Istambul-Atatürk, Moscou-Domodedovo, Cingapura)
- Sri Lankan Airlines (Colombo, Kuwait)
- Sudan Airways (Doha, Khartoum)
- Swiss International Air Lines (Muscat, Zurique)
- Syrian Arab Airlines (Damasco)
- TAAG Angola Airlines (Angola)
- Tarom (Bucareste-Otopeni)
- Thai Airways International (Bangkok-Suvarnabhumi, Chennai, Kuwait)
- Transaero (Moscou-Domodedovo)
- Tunisair (Beirute, Túnis)
- Turkish Airlines (Istambul-Atatürk)
- Turkmenistan Airlines (Ashgabat)
- Virgin Atlantic Airways (Londres-Heathrow)
- Yemenia (Aden, Bahrain, Dhaka, Jakarta, Kuala Lumpur, Kuwait, Riyan, Sanaa)

## Cargas
- Air France
- Cathay Pacific
- DAS Air Cargo
- Dragon Air
- EVA Air Cargo
- Emirates SkyCargo
- Falcon Express Cargo Airlines
- FedEx
- KLM
- MASkargo (Malaysia Airlines Cargo)
- Polar Air Cargo
- Qatar Airways
- Royal Airlines
- Scandinavian Airlines System
- Shaheen Air International
- Singapore Airlines Cargo
- Star Air
- Tarom Cargo
- UPS